# Saints Row: The Third
 (août 2018).
Si vous disposez d'ouvrages ou d'articles de référence ou si vous connaissez des sites web de qualité traitant du thème abordé ici, merci de compléter l'article en donnant les références utiles à sa vérifiabilité et en les liant à la section « Notes et références ».
Saints Row: The Third (ou Saints Row 3) est un jeu vidéo développé par Volition, Inc. et édité par THQ en 2011 sur PlayStation 3, Xbox 360 et Windows. Le jeu s'apparente à un GTA-like axé sur la guerre des gangs. Officiellement dévoilé lors de l'E3 2011, le jeu est sorti en novembre 2011. Une version remaster développée par Sperasoft est annoncée pour mai 2020 sur PlayStation 4, Xbox One et PC (ce dernier étant disponible uniquement via l'Epic Games Store).

## Trame

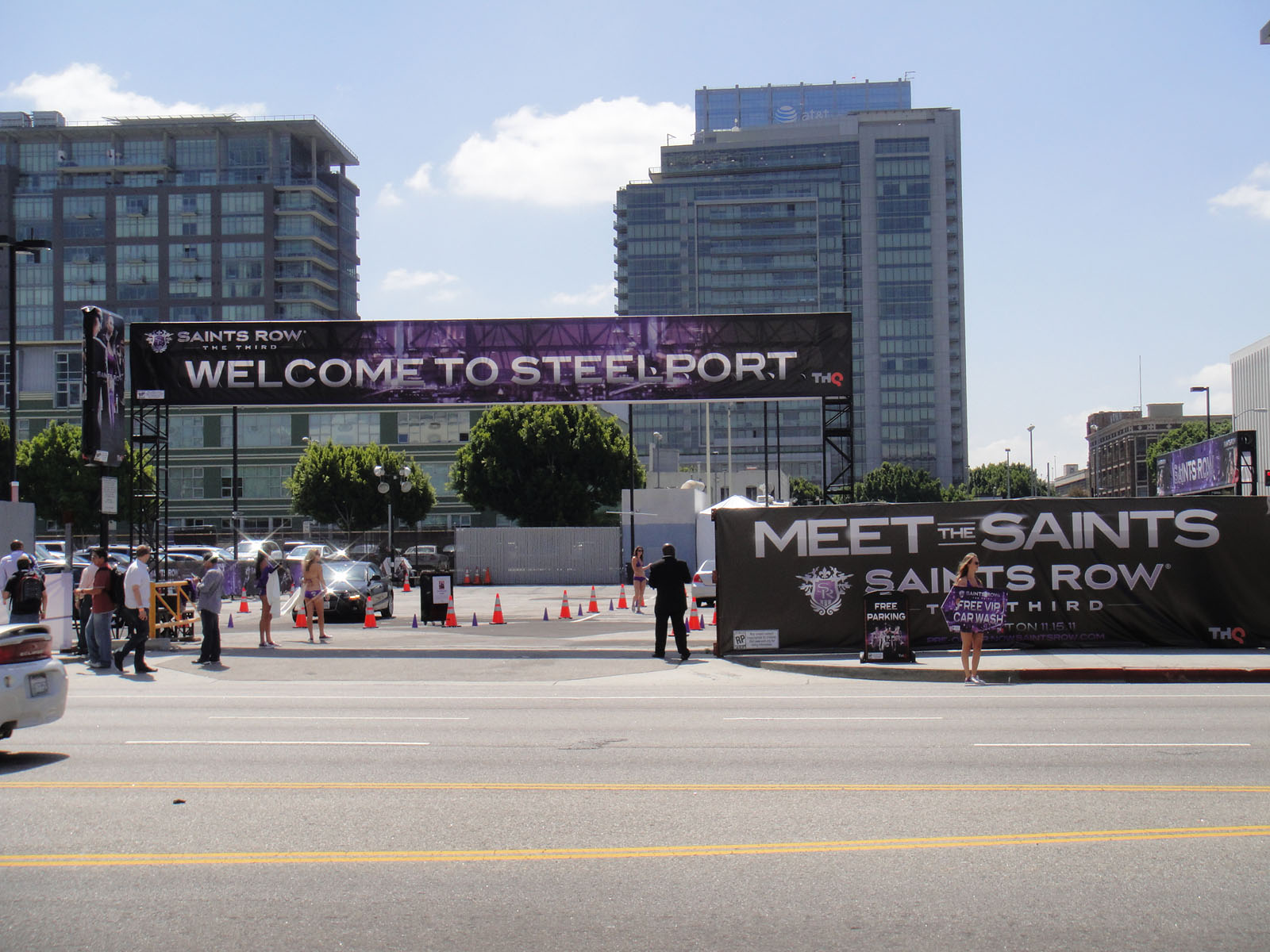
Un parking aux couleurs du jeu à l'E3 2011.

Quelques années après le triomphe de Stilwater, les Saints sont très connus grâce à l'entreprise Ultor conquise à Stilwater : vestimentaire, boissons énergétiques, figurine à l'effigie de Johnny Gat (devenu un héros depuis le précédent volet), etc. Mais lorsque le chef des Saints, Johnny Gat, Shaundi et Josh Birk braquent une banque en ignorant que cette banque appartient au Syndicat, une grande société de la pègre régnant sur la ville voisine de Steelport, le chef, Gat et Shaundi se font capturer. Dans l'avion qui les amènent à Steelport, le Syndicat se présente. On apprend que le dirigeant est Philip Loren, un Belge. On apprend également que Viola et Kiki DeWynter, sœurs jumelles, sont les secondes de Loren. Ils proposent un marché aux Saints : leur laisser la vie sauve si les Saints leur donnent 66 % de leurs profits (et ce, avant les taxes évidemment). Bien entendu, les Saints vont explicitement refuser et déclarer une nouvelle guerre de gang, cette fois-ci à Steelport.

## Système de jeu
Il s'agit d'un GTA-like comme dans Saints Row 2, joué à la troisième personne. Le personnage que l'on joue est choisi après la première mission. Le joueur peut le personnaliser selon ses propres souhaits : homme ou femme, obèse, anorexique, athlétique, ainsi que les formes du visage : yeux, nez, menton, crâne, oreilles, mâchoire... La couleur de peau varie entre différentes couleurs (violet, or, argent, vert, rose, peau huilée, etc.). Lors de la première mission, le personnage joué se trouve dans une combinaison à l’effigie de Johnny Gat et est doublé avec un voicecoder.
Le jeu se déroule dans un monde ouvert. Il est permis de conduire et de personnaliser différents types de véhicules, comme des voitures (sportives, familiale, urbaine, SUV, etc.), des motos (course, route, cross), des hélicoptères, des avions (tourisme ou jet privé), des bateaux, des véhicules militaires (char d'assaut, Hum-vee, etc.) et bien d'autres.
On peut également citer les véhicules STAG (avions capables de vol stationnaire, hélicoptère rapides, etc.). La STAG dispose également de chars d'assaut et de motos volantes.
Le jeu permet également l'utilisation d'armes de tout type et parfois délirantes : le fameux Penetrator, la Nocturne (une grande épée utilisée par les Deckers) ou des UZIs dématérialisés. On retrouve également les A-poings-calypse au cours de l'histoire.
On trouve également dans ce jeu des éléments de science fiction, tels que des clones, des humains génétiquement modifiés ou des armes et engins futuristes.

## Personnages et gangs

### 3rdStreet Saints
Les 3rd Street Saints sont un gang très puissant, dirigé par votre personnage. Leur couleur principale est le violet et leur symbole est une fleur de lys.
Les membres des 3rd Street Saints sont : 
- Le Chef des Saints (voix : Kenn Michael ) (par défaut)
- Shaundi (voix : Danielle Nicolet)
- Pierce (voix : Arif S. Kinchen)
- Johnny Gat (voix : Daniel Dae Kim)
- Oleg Kirrlov (voix : Mark Allan Stuart)
- Viola DeWynter (qui rejoint le gang après la mort de sa sœur, Kiki)
- Angel De La Muerte (voix : Hulk Hogan)
- Zimos (qui ne parle qu'avec son vocoder)
- Kinzie Kensington (voix : Natalie Lander)

### Le Syndicat
Le Syndicat est une Union de 3 gangs. Les membres du Syndicat sont : 
- les Morning Stars (étoiles du matin en français)
- les Luchadores
- les Deckers

Représentés respectivement par leurs chefs:
- Philip Loren, assisté des sœurs Kiki et Viola DeWynter (voix : Sasha Grey)
- Eddie "Killbane" Pryor
- Matt Miller

#### Les Étoiles du matin
Les Étoiles du matin (Morning Star dans la version originale) sont dirigés par Philip Loren et les sœurs DeWynter. Ils dirigent le réseau de prostitution dans Steelport. Ce sont eux qui ont conçu les Brutes (clones de Oleg). Les "spécialistes" du gang sont des snipers, généralement à bord d'hélicoptères. Le gang est appelé « Morning Stars » dans la version originale. Leur couleur principale est le rouge. Les Mornings Star utilisent des Infuego et des Justice pour se déplacer, ainsi que des Criminal pour transporter les brutes et des Oppresor/Tornado pour les hélicoptères.

#### Les Luchadores
Les Luchadores sont dirigés par Eddie "Killbane" Pryor, un catcheur hors pair. Les « spécialistes » de ce gang sont des personnages plus costauds utilisant des lances-grenades pour se défendre. À noter que ce gang est le seul et unique gang présent dans la trilogie ne possédant aucun membre féminin, que ce soit chez les lieutenants ou les membres lambda. Leur couleur principale est le vert. Les Luchadores utilisent des Bulldog et des Compensator, ainsi que ces Criminal pour le transport des brutes

#### Les Deckers
Les Deckers sont dirigés par Matt Miller, un excellent hackeur. Les « spécialistes » de ce gang sont des filles équipées de roller supersoniques se déplaçant très rapidement, il faut alors attendre qu'elles soient à l'arrêt pour leur tirer dessus. Elles sont équipées de fusils-mitrailleurs extrêmement rapides et d'un marteau appelé « Shock Hammer » (littéralement « marteau du choc ») provoquant beaucoup de dégâts. Leur couleur est le bleu. Les Deckers utilisent des Solar et des Kayaks, ainsi que des Criminal pour transporter les brutes

## La ville de Steelport
Steelport est une ville fictive où se déroule l'action principale de Saints Row: The Third.

### Histoire
Steelport a été fondée en 1827 par les industriels cols bleus et a été nommée d'après Joe Steel[Qui ?][réf. nécessaire]. Cette ville est aujourd'hui mal financée en raison de la crise économique qui touche le secteur de l'industrie, la ville a actuellement beaucoup de taudis et mendiants. Elle est fortement industrialisée et est lentement tombée entre les mains des organisations criminelles telles que le Syndicat.

### Géographie
La ville de Steelport est inspirée de villes réelles telles que Chicago, Pittsburgh et Détroit[réf. nécessaire]. La ville se compose de quatre quartiers : Downtown Steelport au centre, New Colvin dans l'Est, Stanfield dans le nord-ouest et Carver Island dans le sud-ouest, plus la Magarac Island, une île en forme d'étoile avec une immense statue d'un métallurgiste.

## Forces de l'ordre

### La STAG
La STAG (Special Tactical Anti-Gang) est une unité d'Elite déployée à Steelport dans le but d'exterminer tous les gangs. Les STAG sont déployés à bord du Termopyles (Termopylae), gigantesque porte-avion base. Les STAG occupent également Steelport (barrage, bases mobiles, patrouilles, etc.). Cette unité est dirigée par Cyrus Temple, commandant des forces STAG a Steelport. Les STAG utilisent un armement très performant : Armes Laser, véhicules à propulsion. Les STAG portent des protections pare-balles intégrales. Ils sont équipés de fusils d'assaut et de fusils à pompe laser (n'ayant pas besoin de rechargement). Les "spécialistes" Stag sont équipés de Bouclier Anti-Emeute. Leurs couleurs principales sont le blanc, le noir et l'orange. Leur symbole est une tête de cerf stylisée (cerf en anglais se dit Stag).
Les STAG utilisent :
- le N-Forcer, hybride entre camion et 4x4 SUV, équipé d'une mitraillette laser ;
- le Crusader, tank stylisé équipé d'un canon sonique et d'un puissant laser ;
- le V-TOL, avion très rapide doté de roquettes sonique et d'un puissant laser, similaire à celui qu'embarque le Crusader ;
- le Condor, hélicoptère de transport rapide doté de 2 gatlings laser puissantes ;
- le Specter, moto rapide et volante équipée d'une gatling similaire à celle du Condor.

La STAG dispose de gros moyens, ainsi qu'un énorme vaisseau volant, le dédale (dont le déploiement sera refusé par la sénatrice Monica Hugues). Son intervention sera néanmoins autorisée dans la fin alternative.

## Accueil
Saints Row: The Third a globalement été bien accueilli par la critique (notamment pour son humour décalé) avec des notes telles que 10/10 par GamesRadar+, 4.5/5 par Joystiq, 9/10 par Game Informer ou 36/40 par Famitsu. Du côté de la presse francophone, on peut citer Gamekult avec un 7/10.
Trois nouvelles extensions, appelées Le problème avec les clones, Professor Genki's Apocalypse et Gangstas In Space (sorties en 2012), ont elles aussi été très bien accueillies par la communauté[réf. nécessaire].